# Tomice (gromada w powiecie pleszewskim)
Tomice (od 1 I 1960 Gizałki) – dawna gromada, czyli najmniejsza jednostka podziału terytorialnego Polskiej Rzeczypospolitej Ludowej w latach 1954–1972.
Gromady, z gromadzkimi radami narodowymi (GRN) jako organami władzy najniższego stopnia na wsi, funkcjonowały od reformy reorganizującej administrację wiejską przeprowadzonej jesienią 1954 do momentu ich zniesienia z dniem 1 stycznia 1973, tym samym wypierając organizację gminną w latach 1954–1972.
Gromadę Tomice z siedzibą GRN w Tomicach utworzono – jako jedną z 8759 gromad na obszarze Polski – w powiecie jarocińskim w woj. poznańskim, na mocy uchwały nr 22/54 WRN w Poznaniu z dnia 5 października 1954. W skład jednostki weszły obszary dotychczasowych gromad Czołnochów, Gizałki, Leszczyca, Szymanowice, Tomice Las (bez osiedla Górki Tomickie, włączonego do gromady Ciemierów Kolonia) i Tomice (bez 70 ha łąk włączonych do gromady Ciemierów Kolonia w powiecie wrzesińskim w powiecie wrzesińskim) ze zniesionej gminy Szymanowice w powiecie jarocińskim, a także miejscowość Młynik z dotychczasowej gromady Ciemierów ze zniesionej gminy Dłusk w powiecie wrzesińskim w tymże województwie. Dla gromady ustalono 17 członków gromadzkiej rady narodowej.
1 stycznia 1956 gromada weszła w skład nowo utworzonego powiatu pleszewskiego w tymże województwie.
Gromadę zniesiono 1 stycznia 1960 w związku z przeniesieniem siedziby GRN z Tomic do Gizałek i zmianą nazwy jednostki na gromada Gizałki.